# Забајкалска митрополија
Забајкалска митрополија (рус. Забайкальская митрополия) митрополија је Руске православне цркве.
Образована је одлуком Светог синода од 25. децембра 2014, а налази се у оквиру граница Забајкалске Покрајине. У њеном саставу се налазе двије епархије: Читинска и Њерчинска.